# Jordi Trias
Jordi Trias Feliu (ur. 5 listopada 1980 w Gironie) – hiszpański koszykarz narodowości katalońskiej, występujący na pozycji silnego skrzydłowego. Został wybrany MVP pucharu Hiszpanii.

## Kariera
Po spędzeniu początku kariery w rodzinnej Gironie, przeszedł do FC Barcelony w sezonie 2004/05. Został wybrany MVP pucharu Hiszpanii 2007. Następnie przeszedł do Joventutu Badalona. Trias reprezentował Hiszpanie podczas Igrzysk Śródziemnomorskich 2005, w których Hiszpania zdobyła brązowy medal.

## Osiągnięcia
Stan na 11 listopada 2019, na podstawie, o ile nie zaznaczono inaczej.
Drużynowe
- Mistrz:
  - Euroligi (2010)
  - Hiszpanii (2009)
  - ligi LEB Oro (II liga hiszpańska – 2014)
- Wicemistrz:
  - Hiszpanii (2007, 2008, 2010)
  - II ligi hiszpańskiej LEB Oro (2018)
- Brąz Euroligi (2009)
- Zdobywca:
  - pucharu:
    - Hiszpanii (2007, 2010)
    - księcia Hiszpanii (2014)

  - superpucharu Hiszpanii (2004, 2009)
- Finalista pucharu księżnej Hiszpanii (2018)
- Awans do ACB (2014)

Indywidualne
- MVP:
  - pucharu:
    - Hiszpanii (2007)
    - Księżniczki Asturii (2014)

  - II ligi hiszpańskiej LEB Oro (2014, 2017, 2018)
  - III ligi hiszpańskiej LEB Plata (2019)
  - finałów LEB Oro (2014)
  - miesiąca ACB (luty 2007)
  - kolejki:
    - 14 – Euroligi (2007/2008)
    - ACB – 22 (2005/2006), 1, 11 (2007/2008)
- Uczestnik meczu gwiazd ligi LEB (2002)
- Zaliczony do I składu LEB Oro (2014)
- Lider LEB Oro w zbiórkach (2014, 2017)

Reprezentacja
- Brązowy medalista igrzysk śródziemnomorskich (2005)